# كارديديو
بلدية كارديديوْ (بالكاتالانية: Cardedeu) هي إحدى بلديات مقاطعة برشلونة، والتي تقع في منطقة كاتالونيا، شرق إسبانيا.
يبلغ عدد سكانها 15.775 نسمة وفقاً لإحصائية سنة (2007).

## أعلام
- جوردي فينيالز